# Hernande Gomes Flores
Hernande Gomes Flores, ou apenas Hernande (Alegrete, 11 de novembro de 1974), é um ex-futebolista brasileiro, que atuava como atacante.

## Carreira
Revelado nas divisões de base do Vasco, o atacante Hernande teve a sua primeira chance na equipe principal em 92, atuando ao lado de craques como Edmundo, Bismarck e Roberto Dinamite. Da mesma safra que revelou Valdir Bigode, começou sem chamar muita atenção mas aos poucos ganhou o seu espaço, principalmente com saída dos principais jogadores da equipe. Participou da conquista do Tricampeonato Carioca (92/93/94), mas como reserva na maioria das partidas. Nas divisões de base, era constantemente convocado para as Seleções. Em 94, infelizmente, sua carreira praticamente se encerrou.
Após um acidente em que atropelou três pessoas, o atleta teve que deixar os gramados e cumprir sua pena. Tentou retornar seis anos depois, ainda em regime semi-aberto, jogando pelo Botafogo, mas sem grande sucesso, muito em razão por ainda estar cumprindo o regime semi-aberto. O jogador ainda passou por equipes de menor expressão do Rio, como o Teresópolis, Volta Redonda e o Silva Jardim.

## Títulos
Vasco da Gama
- Campeão Carioca - 1992, 1993, 1994
- Campeão da Copa São Paulo de Futebol Júnior de 1992
- Campeão do Troféu Cidade de Zaragoza - 1993
- Campeão do Troféu Cidade de Barcelona - 1993
- Torneio João Havelange (SP-RJ) - 1993 (artilheiro com 2 gols, empatado com Mário Jardel)